# Echinocereus palmeri
Echinocereus palmeri  es una  especie de planta fanerógama de la familia Cactaceae. Es endémica de Chihuahua en México. Es una especie rara en la vida silvestre.

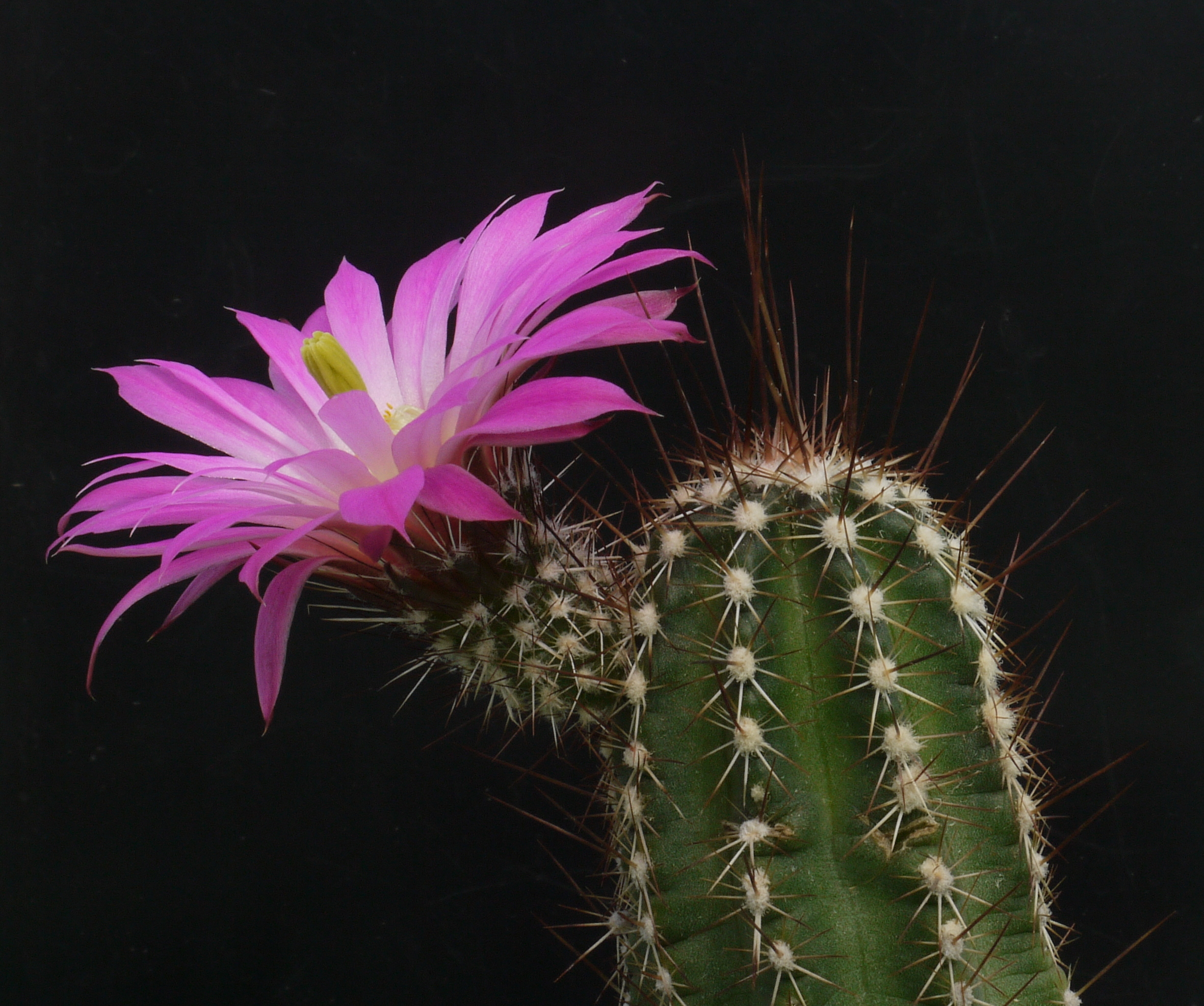
Vista de la planta

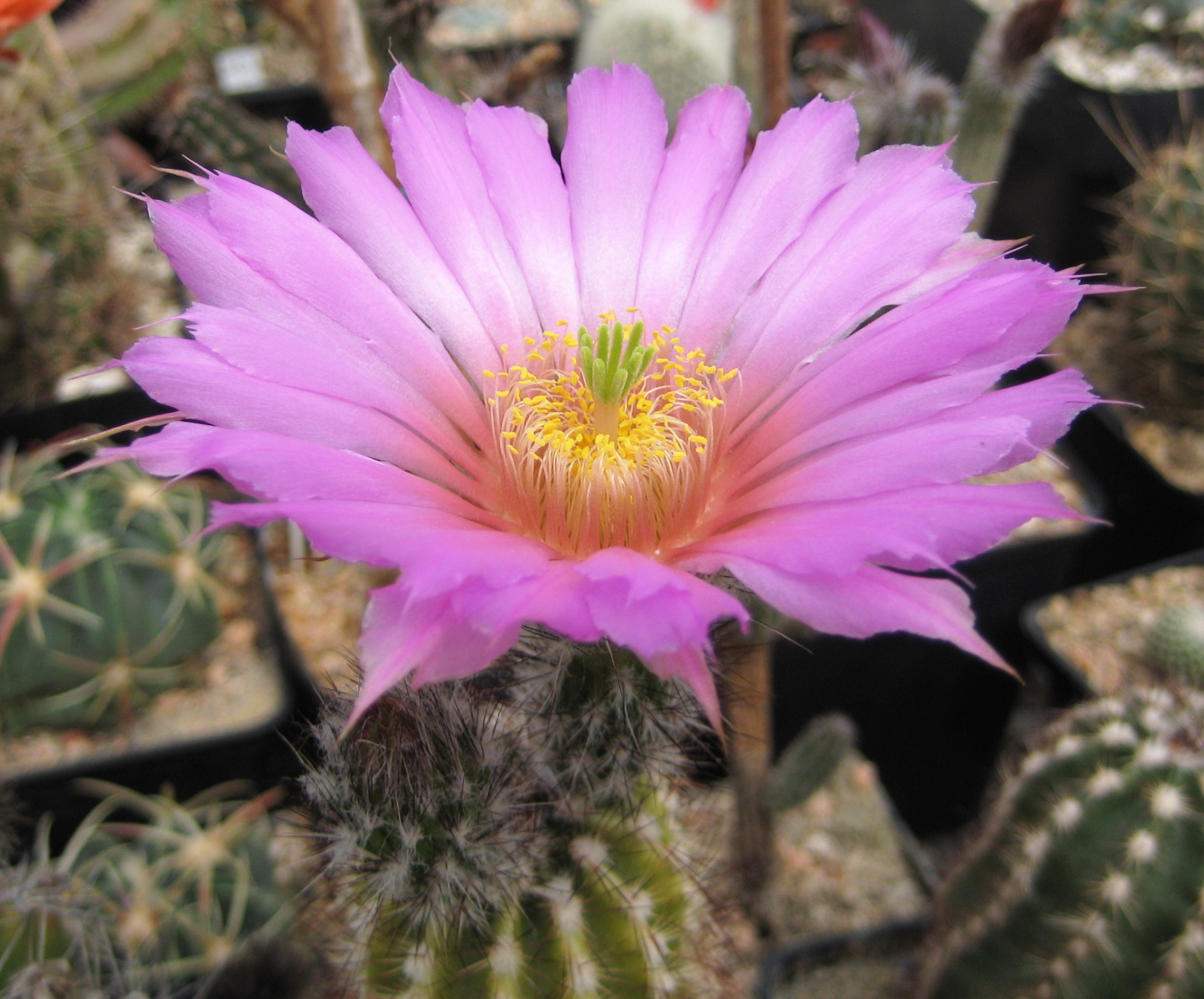
Detalle de la flor

## Descripción
Echinocereus palmeri crece en solitario o con algunas ramas laterales y forma una raíz principal fuertemente engrosada. El tallo verde oscuro, con brotes ovados a cilíndricos se estrecha en su cabeza hacia atrás y tiene señalados constricciones inducidas por el nuevo brote anual. Miden de 3 a 8 cm (raramente hasta 15 cm) de largo y tienen diámetros de 2 a 3 centímetros. Los brotes no están cubiertos por las espinas. Tiene seis a doce bajas costillas como aletas presentes que son difícilmente tubérculos. Las ereolas contienen una o dos, pocas veces hasta tres, delgadas y ascendentes espinas centrales son de color marrón a negro con una longitud de 1 a 2 centímetros. Los 8 a 16 espinas radiales blanquecinas tienen una punta más oscura, se encuentran en la superficie del disco y son 0.4 a 0.8 cm de largo. Las flores tienen forma de embudo y son de color rosado-lavanda al rosa y fragantes. Aparecen en las cercanías de las puntas de los brotes, y miden hasta 6 cm de largo y el mismo diámetro de 6 cm (a menudo hasta 9 cm). Las frutas con forma de huevo  son de color verde y carnosas.

## Taxonomía
Echinocereus palmeri fue descrita por Britton & Rose y publicado en The Cactaceae; descriptions and illustrations of plants of the cactus family 3: 34. 1922.
Etimología
Echinocereus: nombre genérico que deriva del griego antiguo: ἐχῖνος (equinos), que significa "erizo", y del latín cereus que significa "vela, cirio" que se refiere a sus tallos columnares erizados.
palmeri: epíteto otorgado en honor del botánico inglés Edward Palmer (1831–1911).